# Robert Kimbrough
Robert Shane Kimbrough (* 4. června 1967 v Killeen, Texas, USA) byl původně pilot americké armády, od května 2004 je astronautem oddílu astronautů NASA. Do vesmíru se dostal na dva týdny jako člen posádky raketoplánu Endeavour při letu STS-126 na Mezinárodní vesmírnou stanici (ISS) v listopadu 2008. Podruhé pobýval a pracoval na ISS v letech 2016–2017 jako člen Expedice 49/50. V současnosti absolvuje svůj třetí let do vesmíru v lodi SpaceX Crew-2.

## Vzdělání a kariéra

### Mládí, letec
Robert Kimbrough se narodil v Killeen v Texasu, střední školu v Atlantě v Georgii dokončil roku 1985. Roku 1989 absolvoval Vojenskou akademii (U.S. Military Academy) ve West Point s titulem bakaláře v oboru leteckého a kosmického strojírenství, v letech 1989–1990 studoval v letecké škole armády (U.S. Army Aviation School). Poté sloužil v armádním letectvu, kde létal na vrtulnících AH-64 Apache. Zúčastnil se války v Zálivu. Roku 1998 získal magisterský titul na Georgia Institute of Technology, načež pracoval jako asistent profesora na akademii ve West Point. Roku 2000 přešel do Johnsonova vesmírného střediska NASA, zde se podílel na výcviku posádek raketoplánů.

### Astronaut
Úspěšně prošel 19. náborem astronautů NASA a 6. května 2004 byl zařazen mezi americké astronauty. Absolvoval základní výcvik a 10. února 2006 získal kvalifikaci „letového specialisty“ raketoplánu.
V září 2007 byl zařazen do posádky letu STS-126. Do vesmíru odstartoval 15. listopadu 2008 na palubě raketoplánu Endeavour. Cílem mise byla doprava zásob a vybavení na Mezinárodní vesmírnou stanici (ISS). Let trval 15 dní, 20 hodin a 29 minut. Kimbrough během něj dvakrát vystoupil do otevřeného vesmíru, výstupy trvaly 6 hodin 45 minut a 6 hodin a 7 minut.
Od konce roku 2014 se připravoval na svůj druhý kosmický let jako člen Expedice 49/50 společně se Sergejem Ryžikovem a Andrejem Borisenko, trojice byla současně záložní pro Expedici 47/48 v Sojuzu TMA-20M. Do vesmíru měli vzlétnout v září 2016, ale kvůli problémům se Sojuzem MS-02 odstartovali až 11. října 2016. S ISS se spojili 21. října 2016 v 09:58 UTC. Poté se trojice kosmonautů zapojila do práce na stanici. Kimbrough během letu provedl čtyři výstupy do vesmíru o celkové délce 26 hodin a 8 minut. Dne 10. dubna 2017, 07:57 UTC se Ryžikov, Borisenko a Kimbrough s lodí odpojili od stanice a týž den v 11:21 UTC přistáli v kazašské stepi. Ve vesmíru strávil 173 dní, 3 hodiny a 15 minut.
Dne 28. července 2020 byl jmenován velitelem mise SpaceX Crew-2. Loď, na jejíž palubě byli dále Katherine Megan McArthurová, Akihiko Hošide a Thomas Pesquet, odstartovala 23. dubna 2021 v 9:49 UTC a  24. dubna 2021 v 9:08 UTC se připojila k Mezinárodní vesmírné stanici ISS, kde posádka stráví zhruba 200 dní jako součást dlouhodobé posádky Expedice 65. Kimbrough se spolu s Pesquetem třikrát během deseti dní (16. června, 20. června a 25. června) vydal na vycházku do otevřeného prostoru kvůli instalaci první ze tří dvojic nových solárních panelů (Roll Out Solar Array, iROSA). Mimo stanici strávili celkem 20 hodin a 28 minut. Po odpojení od ISS 8. listopadu 2021 v 19:05 UTC let skončil přistáním 9. listopadu v 03:33 UTC. S dobou trvání 199 dní, 17 hodin a 44 minut se stal nejdelším letem americké kosmické lodi.

## Osobní život
Robert Kimbrough je ženatý, má tři děti.